# Могамі (крейсер)
Могамі (Mogami, яп. 最上) — важкий крейсер Імперського флоту Японії, який взяв участь у Другій світовій війні.
Корабель, який належав до крейсерів типу «Могамі», спорудили у 1935 році на верфі ВМФ у Куре. Особливістю крейсерів цього типу було встановлення башт головного калібру із трьома 155-мм гарматами, що дозволяло класифікувати їх як легкі крейсери. Водночас проєктанти одразу врахували можливість заміни башт на традиційні з двома 203-мм гарматами, що й зробили наприкінці 1930-х та перевели кораблі до класу важких крейсерів (а попередні башти передали для лінкорів типу «Ямато» — втім, їх 155-мм універсальні гармати виявились не надто ефективними для ведення зенітного вогню).

## Служба

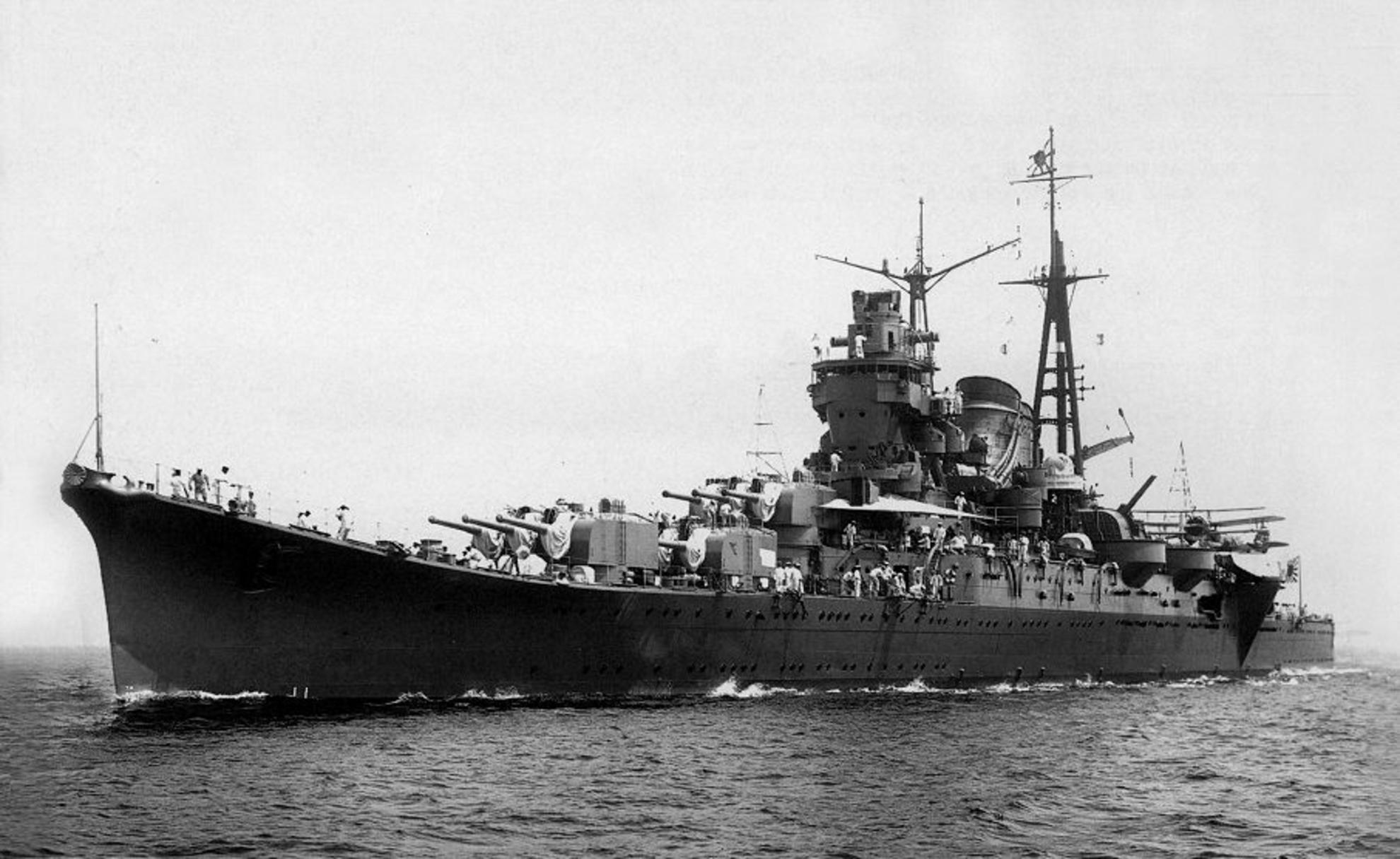
Могамі невдовзі після вводу в експлуатацію

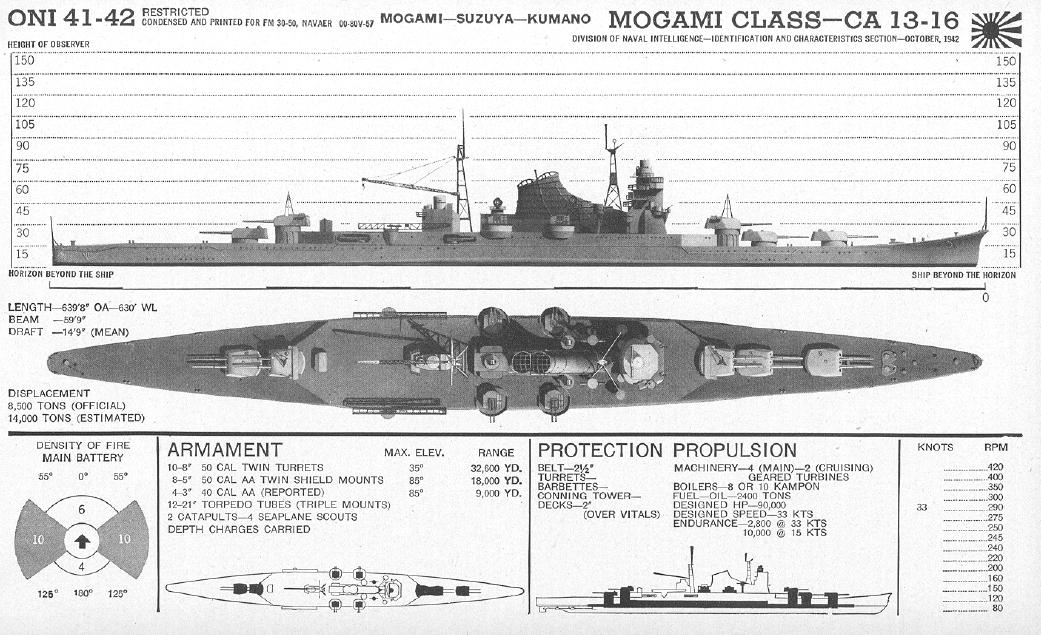
Схема крейсера типу Могамі після встановлення нових башт головного калібру із 2 гарматами

З 16 липня по 7 серпня 1941-го Могамі здійснив похід до Південно-Східної Азії, пов'язаний зі введенням японських військ до Французького Індокитаю. Під час цієї операції крейсер спершу побував у порту Самах (острів Хайнань), а потім супроводжував конвой з військами до Сайгону (наразі Хошимін) на півдні В'єтнаму.
Станом на 1941 рік корабель належав до 7-ї дивізії крейсерів. 20—26 листопада він пройшов з Куре до Самаху, а 4 грудня всі чотири кораблі дивізії в супроводі 3 есмінців вийшли в море, маючи завдання зайняти позицію в районі мису Камау (найпівденніший пункт в'єтнамського узбережжя) та провадити дистанційне прикриття Першого Малайського конвою. Останній вже у перший день бойових дій 8 грудня (тільки по другу сторону лінії зміни дат від Перл-Гарбору) провів висадку десанту на півострові Малакка. Після цього японці почали очікувати на контратаку британського флоту й невдовзі після опівдня 9 грудня японський підводний човен повідомив про виявлену ворожу ескадру, головну силу якої становили 2 лінкори. На світанку 10 грудня крейсери 7-ї дивізії об'єднались з головними силами адмірала Кондо (2 лінкори та 2 важкі крейсери). Втім, цього разу вступити в бій їм не довелось, оскільки тієї ж доби японська базова авіація потопила обидва ворожі лінкори. Після цього крейсерський загін прибув до острова Пуло-Кондоре (наразі Коншон, неподалік від південного завершення В'єтнаму), де розділився. Могамі та ще один крейсер під охороною есмінців «Хацуюкі» та «Сіраюкі» залишились біля цього острова, тоді як два інші вирушили для підтримки десанту на Борнео.
12 грудня 1941-го загін Могамі полишив район Пуло-Кондоре та з 14 грудня забезпечував прикриття Другого Малайського конвою, який розпочав розвантаження на півострові Малакка 16 грудня. 19 грудня Могамі прибув до бухти Камрань (центральна частина узбережжя В'єтнаму).
22 грудня 1941-го Могамі та ще один важкий крейсер під охороною есмінця «Хацуюкі» вийшов з Камрані для дистанційного прикриття висадки в Кучингу (центр нафтовидобутку на північно-західному узбережжі острова Борнео). Десантування успішно провели в ніч проти 24 грудня, а 29 грудня загін Могамі повернувся до Камрані.
16 січня 1942-го Могамі полишив Камрань у складі великого з'єднання, яке включало ще 4 важкі та 2 легкі крейсери. Це пояснювалось отриманням японським командуванням хибних даних про прибуття до Сінгапуру чергового британського лінкора, так що 19 січня крейсер повернувся у Камрань.
23 січня 1942-го Могамі та ще один важкий крейсер під охороною есмінця «Уранамі» полишив Камрань у межах операції зі створення бази на островах Анамбас (дві з половиною сотні кілометрів на північний схід від Сінгапуру). Одразу після цього вони перейшли до дистанційного прикриття висадки в Ендау на півострові Малакка (менш ніж за півтори сотні кілометрів від головного британського гарнізону в Сінгапурі). Втім, безпосереднього прикриття виявилось достатньо і воно змогло самостійно відбити атаки авіації, а потім і есмінців, так що Могамі не довелось вступити у бій, а 28 січня він повернувся до Камрані.
10 лютого 1942-го Могамі та ще 4 важкі крейсери вийшли з Камрані в межах операції по висадці на сході Суматри в районі центру нафтовидобутку в Палембанзі. У ніч проти 15 лютого японці здійснили висадку на острів Бангка (біля північно-східного узбережжя Суматри) та стали готуватись до просування по річці в напрямку Палембанга, де ще 14 числа викинули повітряний десант. 15 лютого надійшли повідомлення про наближення від Яви ворожої ескадри і загін Могамі почав готуватись до бою, проте вже під попередніми ударами авіації союзники відступили. 17 лютого гідролітак з Могамі виявив нідерландський есмінець та транспорт, що дозволило організувати нальоти авіації та потопити їх. Того ж 17 лютого дивізія Могамі відбула для дозаправки та відпочинку на островах Анамбас.
24 лютого 1942-го Могамі і 3 інші важкі крейсери вирушили з бази на Анамбас для підтримки вторгнення на Яву, десантування на яку відбулось у ніч проти 1 березня. При цьому 7-ма дивізія розділилась на два загони і Могамі разом зі ще одним важким крейсером під ескортом есмінця «Сікінамі» приєднались до безпосереднього прикриття висадки в затоці Бантам (до того групу транспортів до Бантам супроводжували 1 легкий крейсер та 6 есмінців). Саме тут у ніч десантування відбулось зіткнення з ворожими крейсерами, які намагались вирватись у Індійський океан після поразки в битві в Яванському морі (відоме як бій у Зондській протоці). Невдовзі після опівночі один з есмінців помітив силуети двох ворожих кораблів, а за пів години есмінці вступили в бій, оскільки крейсери союзників спробували напасти на транспорти. Згодом у бій вступили Могамі та інший важкий крейсер, а торпеди есмінців почали досягати цілі. Могамі також випустив 6 торпед, проте жодна з них не поцілила ворожі кораблі — зате цей залп випадково уразив японські кораблі конвою і потопив тральщик W-2, транспорти «Сакура-Мару», «Тацуно-Мару», «Хорай-Мару» та плавучу базу десантних засобів «Сінсю-Мару» (останню японці підняли та відремонтували і вона загине вже в січні 1945-го). У підсумку обидва крейсери союзників потоплено. 4 березня Могамі полишив Яву та 5 березня прибув до Сінгапура.
З 9 по 15 березня 1942-го Могамі та ще 4 важкі крейсери виходили з Сінгапура, щоб прикрити висадку на півночі Суматри, яка відбулась 12 березня. Та ж сама група рушила в море 20 березня для прикриття десанту на Андаманські острови в Порт-Блер, який провели 23 числа. 26 березня загін Могамі прибув до південнобірманського порту Мергуй (наразі М'єй на східному узбережжі Андаманського моря).
Тим часом японське ударне авіаносне з'єднання вийшло для рейду до Індійського океану. Північніше від нього у Бенгальській затоці проти ворожого судноплавства повинно було діяти угруповання з легкого авіаносця та 5 важких крейсерів, серед яких був і Могамі. 1 квітня 1942-го вони полишили Мергуй та попрямували на захід, а 6 квітня провели бліц неподалік від східного узбережжя Індії. При цьому загін розділився на три групи, з яких Могамі та ще один важкий крейсер під прикриттям одного есмінця становили південну, яка знищила 3 торгові судна — Dardanus (7726 GRT), Gandara (5281 GRT) та Indora (6622 GRT). 11 квітня загін, до якого належав Могамі, прибув до Сінгапура. 13—22 квітня крейсер прямував до Куре, після чого пройшов короткочасний доковий ремонт.

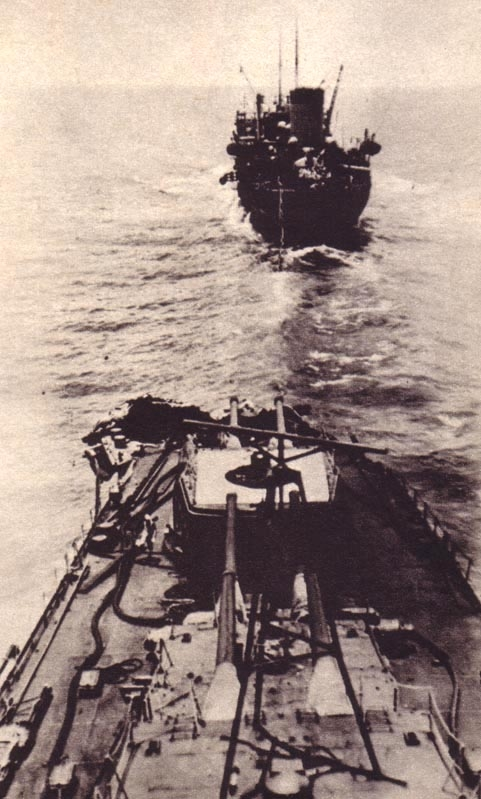
Пошкоджена носова частина Могамі після зіткнення з «Мікума», спереді танкер «Нічієй-Мару», який провадить дозаправку Могамі під час повернення від Мідвею

22—26 травня 1942-го Могамі та інші 3 крейсери 7-ї дивізії під охороною 2 есмінців пройшли з Куре до Гуаму (Маріанські острови), звідки цей загін невдовзі вирушив у межах мідвейської операції, маючи завдання забезпечувати дистанційне прикриття транспортів з військами. 4 червня японське ударне авіаносне з'єднання зазнало катастрофічної поразки в битві при Мідвеї, що призвело до скасування операції. Ввечері того ж дня під час прямування 7-ї дивізії у кільватерному строю був помічений американський підводний човен «Тамбор» у надводному положенні. Для ухилення від можливої атаки командир дивізії віддав наказ повернути на 45 градусів. Капітан важкого крейсера «Мікума», який йшов третім у колонні, помилився та довернув на 90 градусів. Могамі був четвертим у колоні та чітко виконав наказ, через що таранив «Мікума». Могамі зазнав серйозних пошкоджень носової частини, йому довелось відстрелити всі торпеди. Оскільки Могамі та «Мікума» могли пересуватись лише зі зменшеною проти звичайного швидкістю, 7-ма дивізія розділилась. Два крейсери попрямували вперед, а Могамі та «Мікума» залишились під охороною есмінців «Арасіо» та «Асасіо» і рухались зі швидкістю лише 12 вузлів.
Вранці 5 червня 1942-го літаючий човен «Каталіна» з Мідвею виявив загін Могамі. Проти них вислали групу ударних літаків, при цьому унаслідок близького розриву на Могамі загинули 2 члени екіпажу. Вранці 6 червня відбувся новий наліт, який провели літаки з авіаносця «Хорнет». Їм вдалось уразити одну з башт головного калібру Могамі та майданчик для катапульти. Знищили 3 гідролітаки, загинуло 18 членів екіпажу. Після опівдня під час атаки літаків з авіаносця «Ентерпрайз» Могамі отримав ще два прямі влучання бомбами, а от для «Мікума» цей наліт став фатальним. Ще за пару годин відбулась друга атака авіакрила «Хорнет». Могамі зазнав влучання 448-кг бомбою у майданчик катапульти, внаслідок чого почалась сильна пожежа та загинуло 91 член екіпажу. Завершивши порятунок моряків з «Мікума», Могамі та есмінці попрямували зі швидкістю 20 вузлів і 8 червня наздогнали два інші крейсери 7-ї дивізії. 13 червня вони прибули на атол Трук в центральній частині Каролінських островів (ще до війни тут створили потужну базу японського ВМФ, з якої до лютого 1944-го провадили операції у цілому ряді архіпелагів). Тут Могамі проходив аварійне відновлення за допомогою ремонтного судна «Акасі», а 5—11 серпня пройшов разом з «Акасі» під охороною есмінців «Токіцукадзе» та «Юкікадзе» до Сасебо (обернене до Східнокитайського моря узбережжя острова Кюсю).
У Сасебо Могамі проходив не лише ремонт, але й модернізацію. Дві кормові башти головного калібру демонтували та використали вивільнену площу для розміщення 11 розвідувальних гідролітаків Aichi E16A1 «Paul» (втім, вони лише були в розробці, тому Могамі фактично отримав сім інших літаків — три Mitsubishi F1M2 «Pete» та чотири Aichi E13A1 «Jake». Також з крейсера зняли спарені установки 25-мм зенітних автоматів, але змонтували десять строєних установок.

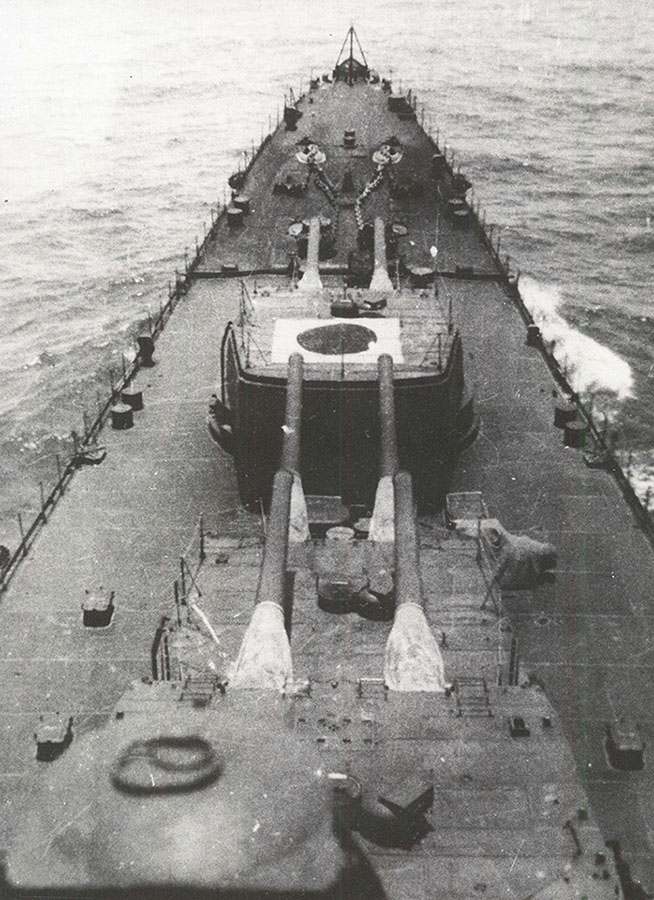
Нова передня секція крейсера після ремонту

30 квітня 1943-го роботи завершились і наступної доби Могамі рушив з Сасебо до Куре. 12 травня американці почали операцію по узяттю під контроль острова Атту на заході Алеутського архіпелагу (захоплений японцями в червні 1942-го за єдиним планом із мідвейською операцією) і японське командування почало збирати сили для контратаки. 20 травня Могамі разом з двома іншими кораблями 7-ї дивізії прибув до Токійської затоки, сюди ж 22 числа прийшов великий загін з Труку. Втім, наприкінці травня спротив гарнізону Атту добіг завершення, а японці так і не встигли розпочати свою операцію. У цей період 22 травня Могамі зіткнувся з танкером «Тоа-Мару» та зазнав незначних пошкоджень.
8 червня 1943-го Могамі перебував у Куре, де тієї доби вибухнув та затонув лінкор «Муцу». Після цього рятувальні човни з крейсера взяли участь у пошуках вцілілих, проте не змогли нікого знайти. 
30 червня 1943-го союзники висадились на острові Нью-Джорджія у центральній частині Соломонових островів, що започаткувало тримісячну битву. Як наслідок, Могамі прийняв на борт війська та 9 липня вийшов з Японії у складі великого загону (3 авіаносці, 1 ескортний авіаносець, 1 гідроавіаносець, 3 важкі крейсери). Під час переходу японське з'єднання тричі зустрічало ворожі підводні човни та один раз було атаковане (невдалий торпедний залп по авіаносцю «Дзуйхо»), проте 15 липня успішно дісталось до атола Трук. 19—21 липня Могамі та ще 2 важкі крейсери (а також 2 легкі крейсери, гідроавіаносець та 5 есмінців) пройшли з Труку до Рабаулу, проте не з метою проведення бойової операції, а доправляючи туди війська. 24—26 липня майже весь цей загін (і Могамі у тому числі) повернувся на Трук.
У середині вересня 1943-го американське авіаносне з'єднання здійснило рейд проти зайнятих японцями островів Гілберта (лежать південніше від Маршаллових островів). У відповідь 18 вересня з Труку на схід вийшли значні сили (2 авіаносці, 2 лінкори, 7 важких крейсерів та інші кораблі), до яких належав і Могамі. Японці попрямували до атола Еніветок (крайній північний захід Маршаллових островів), проте в підсумку так і не вступили в контакт із союзними силами та 25 вересня повернулись на базу.
На початку жовтня 1943-го американське авіаносне з'єднання завдало удару по острову Вейк (північніше від Маршаллових островів) без жодної суттєвої реакції зі сторони ворожого флоту. Зате за кілька тижнів японці на основі радіоперехоплення вирішили, що готується нова атака на Вейк, і 17 жовтня вислали з Труку до Еніветоку головні сили (3 авіаносці, 6 лінкорів, 8 важких крейсерів та інші кораблі), разом з якими прямував і Могамі. Цей флот кілька діб безрезультатно очікував ворога, при цьому 23 жовтня Могамі виходив в район на південний захід від Вейка. У підсумку 26 жовтня японці повернулись на Трук.
1 листопада 1943-го союзники здійснили висадку на острові Бугенвіль, лише за чотири сотні кілометрів на південний схід від Рабаула. З останнього в межах контрзаходів вийшов загін, найбільшими кораблями якого були два важкі крейсери, проте в ніч проти 2 листопада він зазнав поразки в бою у затоці Імператриці Августи. Готуючись до нової контратаки, японське командування 3 листопада вислало з Труку до Рабаулу одразу сім важких крейсерів, і серед них Могамі. 5 листопада шість крейсерів досягнули пункту призначення (сьомий перенаправили для допомоги пошкодженим танкерам), проте цього ж дня Рабаул вперше став ціллю для американського авіаносного угруповання. Унаслідок атаки одразу 5 важких крейсерів отримали пошкодження, що фактично остаточно нейтралізувало загрозу для сил вторгнення на Бугенвіль (хоча японське командування помилково вважало, що ворожі сили істотно послаблені внаслідок бою 2 листопада). Могамі атакували літаки з авіаносця «Саратога», які уразили його 224-кг бомбою між двома передніми баштами головного калібру, загинуло 19 членів екіпажу. Виникла пожежа, а через кілька близьких вибухів почалось надходження води в корпус. Максимальна швидкість Могамі впала до 12 вузлів, але 6—8 листопада він разом з важким крейсером «Судузя» (він єдиний не був пошкоджений внаслідок нальоту) та двома есмінцями прямував на Трук, де пройшов аварійне відновлення за допомогою ремонтного судна «Акасі». 16—21 грудня під охороною двох есмінців Могамі перейшов до Куре.
До 17 лютого 1944-го Могамі проходив доковий ремонт у Куре. У цей період на ньому встановили 8 одинарних установок 25-мм зенітних автоматів (що довело загальну кількість стволів такого калібру до 38). При цьому з 1 січня 1944-го крейсер вивели зі складу 7-ї дивізії, а з 1 березня напряму підпорядкували новоствореному Першому Мобільному флоту.

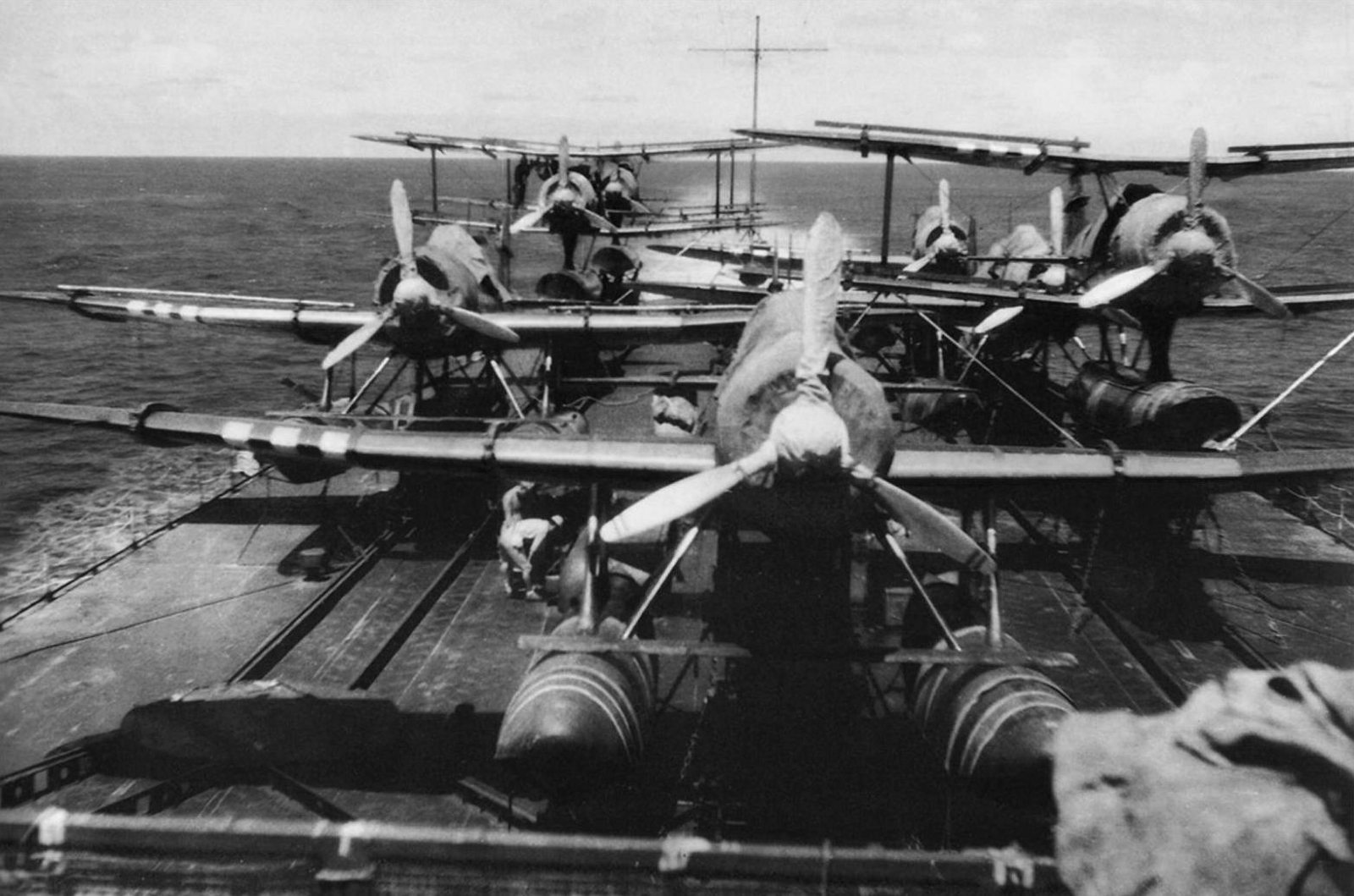
Кормова частина Могамі з 7 гідролітаками після модернізації, серпень 1943 року

8—14 березня 1944-го Могамі пройшов з Куре в район Сінгапуру у складі великого загону, який включав також авіаносець та 2 лінкори. На той час дії підводних човнів на комунікаціях вкрай ускладнили доставку палива до Японії, що призвело до рішення базувати головні сили поблизу від районів нафтовидобутку, зокрема на якірній стоянці Лінгга неподалік від Сінгапура. Сам Могамі спершу вивантажив доправлені з Японії припаси в Сінгапурі, а 16 березня прибув на Лінгга.
11—14 травня 1944-го Могамі пройшов з Лінгга до Таві-Таві (у філіппінському архіпелазі Сулу поряд з нафтовидобувними районами острова Борнео). На той час японське командування очікувало швидкої ворожої атаки на головний оборонний периметр імперії, що після відходу з Труку проходив через Маріанські острови, Палау та захід Нової Гвінеї, а тому перевело флот ближче до цих районів.
12 червня 1944-го американці розпочали операцію з оволодіння Маріанськими островами і наступної доби японський флот вийшов з Таві-Таві для контратаки. Під час битви 19—20 червня у Філіппінському морі Могамі належав до «загону В», основну силу якого становили 2 авіаносці, легкий авіаносець та лінкор. У битві японці зазнали важкої поразки, 22 червня Могамі прибув на острів Окінава (південна частина архіпелагу Рюкю), а 24 червня був уже у Внутрішньому Японському морі.

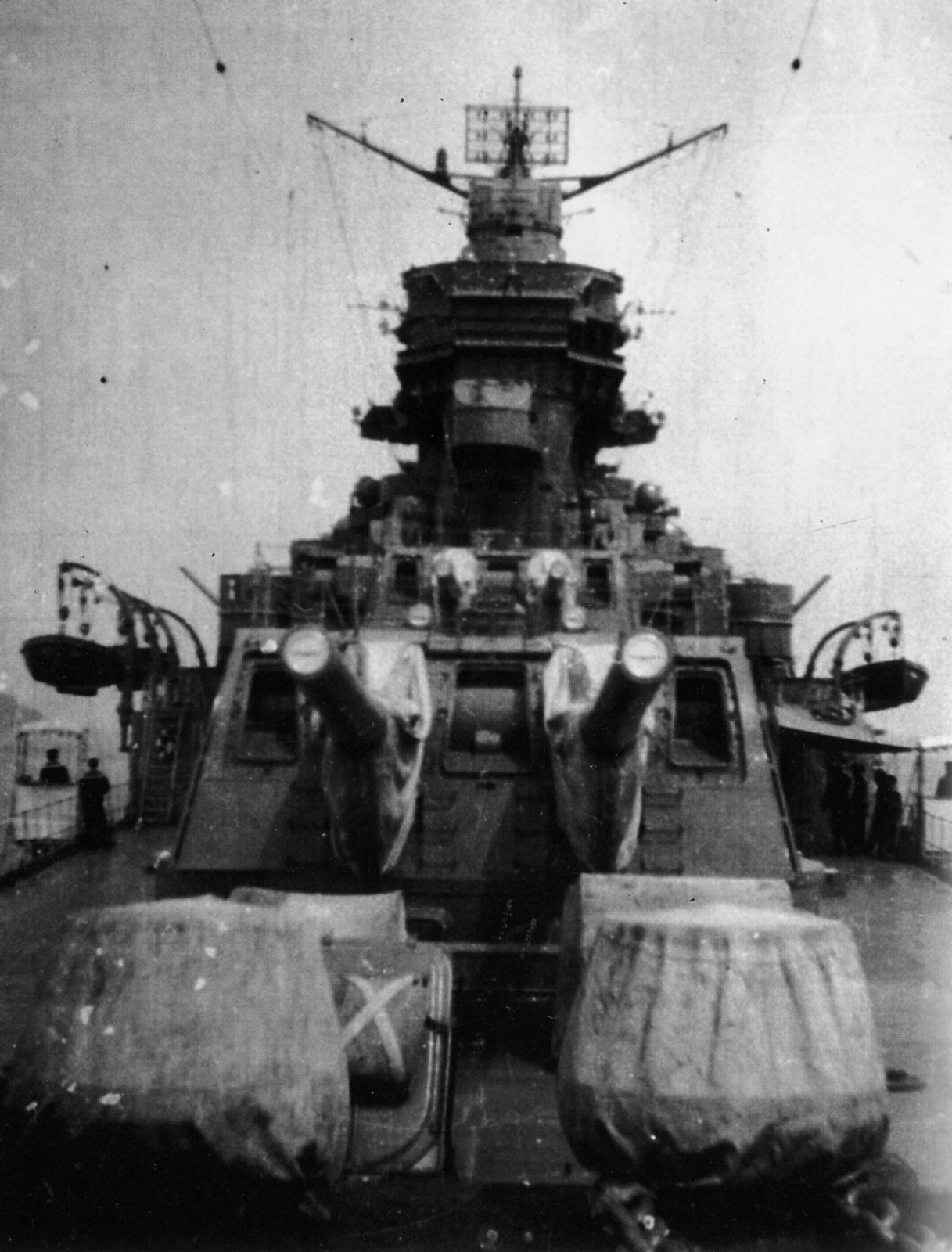
Носова частина крейсера, серпень 1943

У найближчі кілька діб крейсер пройшов у Куре короткостроковий ремонт, під час якого отримав додатково чотири строєні та десять одинарних установок 25-мм зенітних автоматів (що довело загальну кількість стволів такого калібру до 60).
8—19 липня 1944-го Могамі разом з головними силами флоту пройшов із Куре в район Сінгапура, де залишався наступні кілька місяців.
18 жовтня 1944-го головні сили японського флоту полишили Лінгга для підготовки до протидії неминучій ворожій атаці на Філіппіни. Вони пройшли через Бруней, після чого розділились на два з'єднання. Могамі увійшов до диверсійного загону адмірала Нісімури, який мав прямувати до району висадки союзників у затоці Лейте південним шляхом та відвернути на себе увагу ворожих сил. 24 жовтня з Могамі запустили гідролітак, який доповів про виявлення 4 лінкорів та 2 крейсерів у південній частині затоки Лейте, куди прямував Нісімура, а також транспортів та авіаносців біля плацдарму союзників.
У ніч проти 25 жовтня загін Нісімури був повністю знищений у бою у протоці Сурігао. Незадовго до бою Могамі та 3 есмінці відрядили для руху через затоку Согод-Бей у південній частині острова Лейте, з якої було можливо вийти в центральну частину протоки Сурігао. Після опівночі група Могамі була безрезультатно атакована торпедними катерами PT-146, PT-151 та PT-190, а потім командир крейсера вирішив повернути назад та приєднатись до 2 лінкорів Нісімури. При цьому у результаті «дружного вогню» в Могамі потрапив, але не вибухнув 155-мм снаряд з лінкора «Фусо», що призвело до загибелі 3 моряків. Через якийсь час японські кораблі були безрезультатно атаковані торпедними катерами, причому Могамі ухилився від 6 торпед, а за годину відбулась торпедна атака есмінців, які поцілили обидва лінкори (один з них менш ніж за годину затонув), потопили один та пошкодили два есмінці. Втім, японці й далі рухалися вперед і Могамі кілька раз поцілили 127-мм снарядами з есмінця «Бейч». Після входу до протоки Сурігао Могамі вступив у перестрілку з есмінцями «Хатчінс», «Бейч» та «Делі», яких спершу прийняв за японські, а тому своєчасно не відкрив вогонь. Могамі ще кілька раз поцілили снарядами, що викликало пожежу. Далі Могамі вступив у перестрілку з двома крейсерами і отримав попадання в одну з башт головного калібру, що вивело її з ладу. Ще один 203-мм снаряд призвів до пожежі та евакуації одного з машинних відділень, що призвело до зупинки одного гвинта. Наступні попадання призвели до загибелі капітану та виходу з ладу ще двох машинних відділень, так що Могамі почав відходити зі швидкістю 8 вузлів, оскільки в роботі залишалось лише одне машинне відділення.

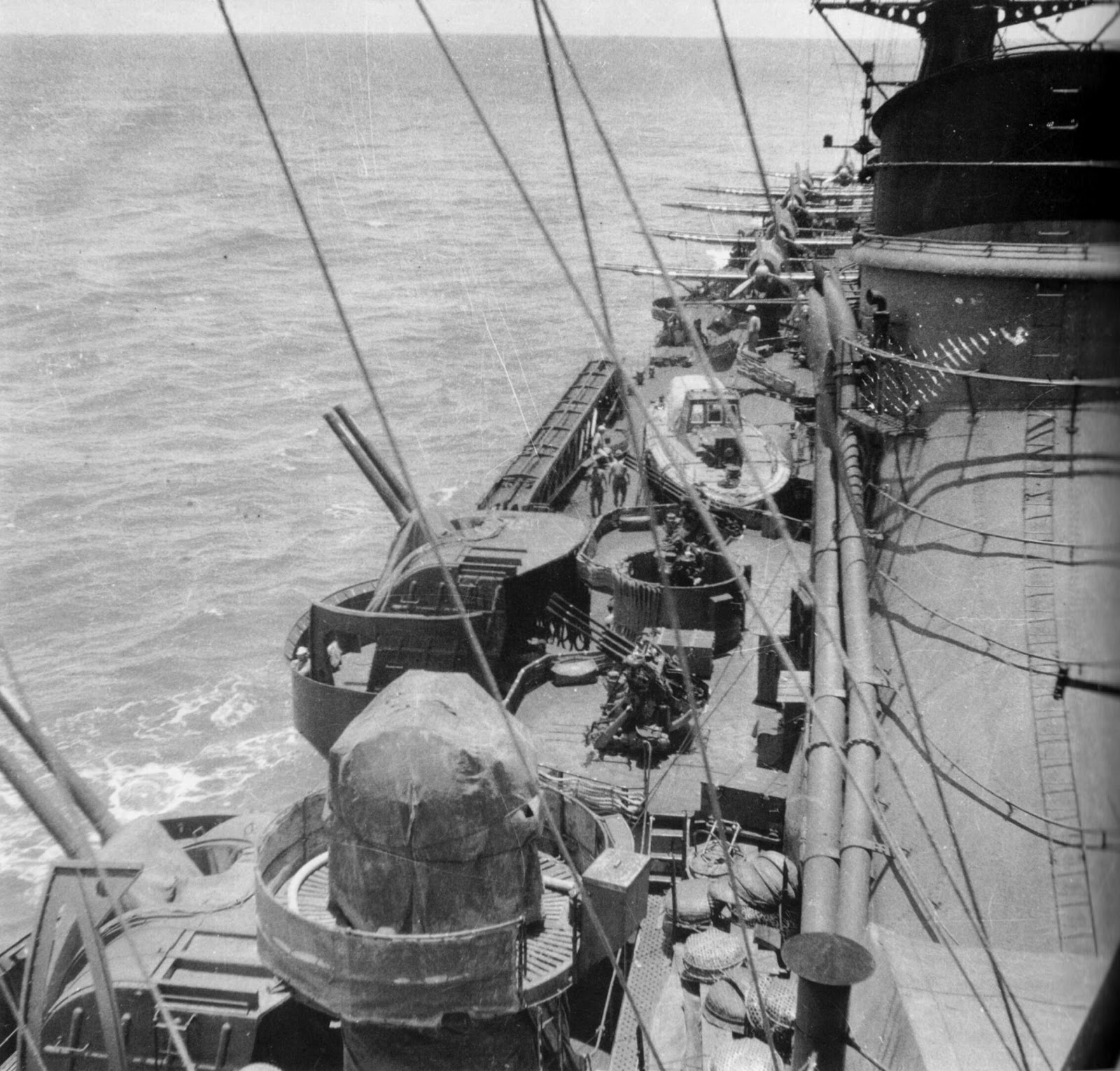
Центральна частина Могамі, видно спарені установки 127-мм зенітних гармат

Під час відходу, ще у темний період доби Могамі був протаранений важким крейсером «Наті», який належав до загону адмірала Сіми та прямував на допомогу кораблям Нісімури. Втім, Могамі отримав пошкодження лише вище ватерлінії і навіть невдовзі зміг підняти швидкість до 14 вузлів, але в цей момент пожежа досягнула торпедного апарату та призвела до вибуху чотирьох торпед. Невдовзі довелось полишити останнє машинне відділення, хоча турбіни в ньому й далі працювали. Менш ніж за годину Могамі потрапив під вогонь важких крейсерів «Луїсвілл», «Портленд» та легкого крейсера «Денвер». Могамі отримав більше десятка нових влучань, які викликали додаткову пожежу, проте японський крейсер зміг змінити курс та вийти з бою. За пів години його без успіху атакував торпедний катер PT-491, а дещо пізніше Могамі відбив вогнем атаки торпедних катерів PT-150, PT-190 та PT-491, а потім PT-137.
У підсумку Могамі вдалось полишити зону дій американських кораблів і в супроводі есмінця «Акебоно» попрямувати на захід. Втім, з настанням світанку почались атаки ворожих літаків. Першу вдалось відбити, а під час другої Могамі зазнав влучання трьох бомб, що викликало чергову пожежу та призвело до зупинки останніх турбін. Менш ніж через дві години команда полишила крейсер, а «Акебоно» добив Могамі торпедою. В останньому бою на Могамі загинуло 192 особи, ще близько семи сотень прийняв «Акебоно».